# Henrik Hassenkam
Henrik Hassenkam (født 24. december 1940 i København, død 20. marts 2011) var en dansk embedsmand og tidligere administrerende direktør for DSB.
Hassenkam blev student fra Vestre Borgerdyd Gymnasium, premierløjtnant af reserven, blev i 1968 cand.polit. fra Københavns Universitet og i 1975 lic.merc. fra Handelshøjskolen i København. Han var amanuensis samme sted 1968-1970.
Efter et ophold i Kenyas finansministerium var han fra 1973 til 1978 fuldmægtig i Finansministeriet og blev derefter af daværende arbejdsminister Svend Auken (S) hentet til Arbejdsministeriet som konsulent. Her blev han senere planlægningschef (1981) og i 1983 departementschef, hvilket han var i 11 år, udnævnt af den daværende arbejdsminister Grethe Fenger Møller (K). Politisk blev han regnet for at være socialdemokrat.
I 1994 blev han generaldirektør for DSB. Han forlod stillingen i januar 2002 efter at DSB havde tabt udbuddet om togdriften i Midt- og Vestjylland til Arriva. Under hans ledelse af DSB blev etaten økonomisk styrket med færre ansatte og flere rejsende.
I 2003 vendte han tilbage til Finansministeriet som kommiteret. Han har bl.a. været leder af sekretariatet for Forum for Offentlig Topledelse. Fra 2005 til 2006 var han konstitueret administrerende direktør for Banedanmark. Gennem en årrække var han desuden formand for bestyrelsen for Danmarks Jernbanemuseum samt medlem af Arbejdsmarkedspensionsudvalget (kaldet Hassenkam-udvalget) fra 1988, Lavindkomstkommissionen, Socialforskningsrådet, Storebæltsforbindelsen, Jernbanerådet, Fiskeribanken og Hans Knudsen Instituttet.